# Amazonia

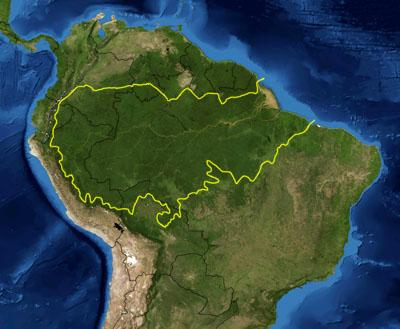
Mapa ekoregionów Amazońskiego lasu deszczowego. Granice wytyczone przez WWF. Żółta linia w przybliżeniu oznacza amazoński las deszczowy pomijając Wenezuelę, Gujanę, Surinam i Gujanę Francuską. Granice państw zaznaczono na czarno. (NASA)

Amazonia (port. Amazônia, hiszp. Amazonía, fr. Amazonie, niderl. Amazoneregenwoud, ang. Amazonia) – region w Ameryce Południowej w dorzeczu Amazonki, na obszarze Boliwii, Brazylii, Ekwadoru, Gujany, Gujany Francuskiej, Kolumbii, Peru, Surinamu i Wenezueli obejmujący Nizinę Amazonki, południową część Wyżyny Gujańskiej i północno-zachodnią część Wyżyny Brazylijskiej. Teren ten zajmuje obszar 7 mln km², z czego około 5,5 mln km² zajmuje amazoński las deszczowy selwa (port. Floresta Amazônica, hiszp. Selva Amazónica) – wilgotny las liściasty leżący na terenie dziewięciu państw: Brazylii (60% lasu deszczowego), Peru (13%, drugie po Brazylii), Kolumbii, Wenezueli, Ekwadoru, Boliwii, Gujany, Surinamu i Gujany Francuskiej. Cztery z nich noszą wobec tego nazwę krajów amazońskich. Amazonia stanowi ponad połowę wszystkich lasów deszczowych oraz największy i najbogatszy gatunkowo obszar na planecie.

## Etymologia
Nazwa Amazonia powstała podobno w związku z wojną, którą Francisco de Orellana toczył z plemieniem Tapuya i z innymi plemionami Południowej Ameryki, gdzie kobiety, według zwyczaju plemienia, walczyły razem z mężczyznami. Opisy Orellany mogą być wierne, jednak niektórzy historycy spekulują, czy Orellana nie pomylił miejscowych mężczyzn noszących spódniczki z trawy z kobietami. Orellana zapożyczył nazwę od starożytnych Amazonek z Azji i Afryki opisanych przez Herodota i Diodora w legendach starożytnej Grecji.

## Flora i fauna

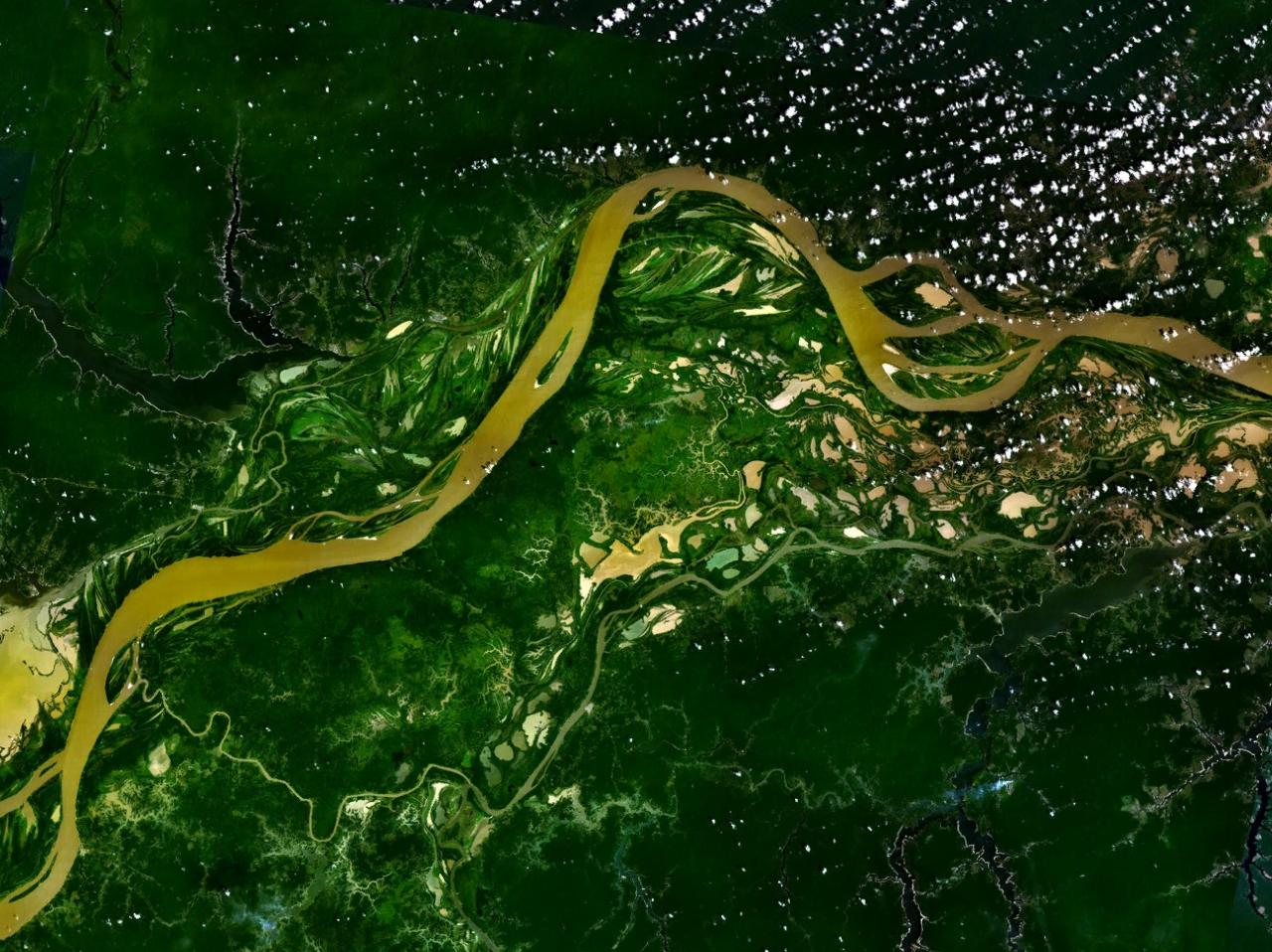
Amazonka płynąca przez dżunglę

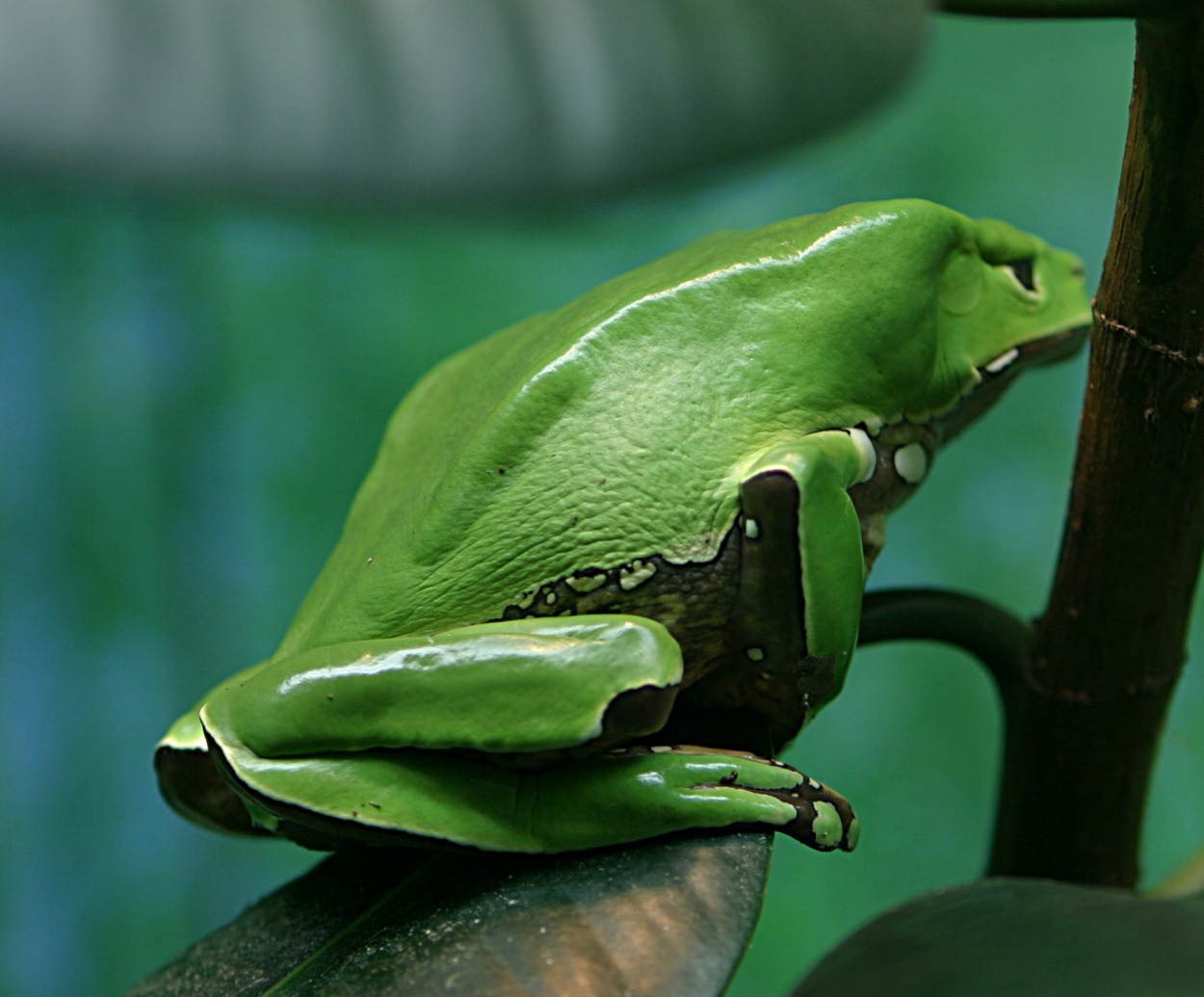
Wycinanie drzew w dżungli amazońskiej zagraża wielu gatunkom płazów bardzo wrażliwych na zmiany w środowisku (na zdjęciu: Phyllomedusa bicolor)

Las deszczowy podzielony jest na poszczególne piętra, na których żyją różne organizmy, przystosowane do określonej ilości światła i rodzaju pożywienia. Najwyższe piętro ekosystemu tworzą korony wysokich drzew, np. drzewa kapokowego, które wyrasta 10 m ponad sklepienie lasu. Panują tam specyficzne warunki klimatyczne, jest bardziej sucho i wietrznie. W takich warunkach drzewa wykorzystują mniejsze liście, co chroni je przed nadmierną utratą wody, a nasiona są rozsiewane przez wiatr. W ich koronach żyją duże ptaki, np. harpia wielka.
Poniżej znajdują się dość zwarte korony niższych drzew, wyrastających na wysokość 35–45 m. Grubość tego piętra wynosi 6–8 m. Występuje w nim ogromne bogactwo roślin i zwierząt: mchy, porosty, pnącza, mnogość owoców, większość żyjących w dżungli ptaków, gadów i ssaków. Wiele zwierząt spędza w koronach drzew całe życie.
Do poszycia lasu dociera w wielu miejscach zaledwie 1% światła słonecznego, dlatego roślinność jest bardzo skąpa. To królestwo „sprzątających” las owadów odżywiających się zbutwiałymi liśćmi, obumarłymi drzewami i padliną.
Górskie lasy równikowe i lasy deszczowe porastają obszary położone do wysokości 1000–3000 m n.p.m. Jest tam chłodniej i bardziej wietrznie. Drzewa są zatem niższe, a podszycie gęstsze. Drzewa rosną bardzo blisko siebie, z gałęzi zwieszają się korzenie epifitów, np. orchidei, i roślin ananasowatych. Lasy deszczowe, w wielu miejscach niemożliwe do przebycia, są siedliskiem dla wielu gatunków ptaków i motyli. 

## Geografia

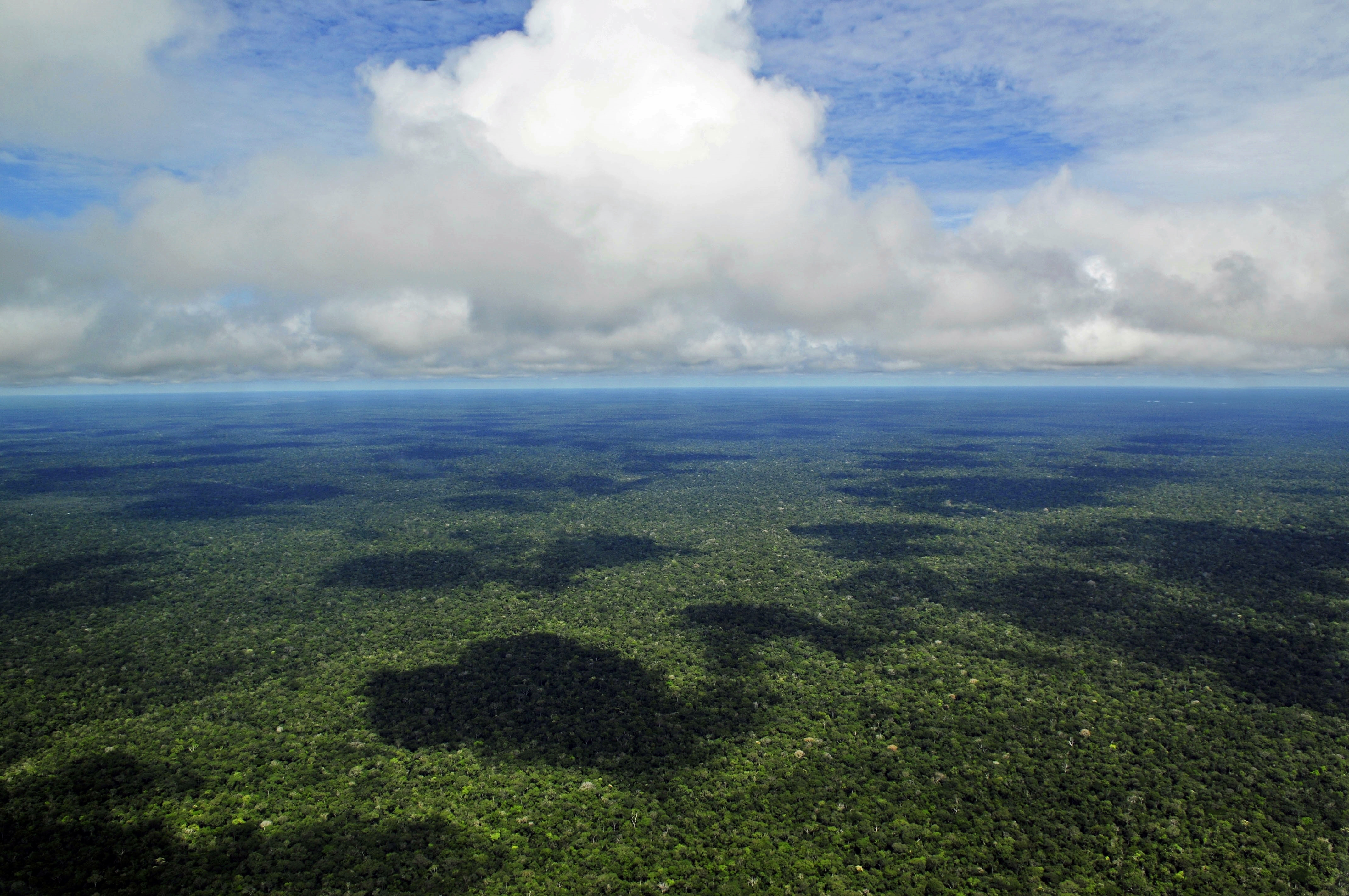
Amazonia

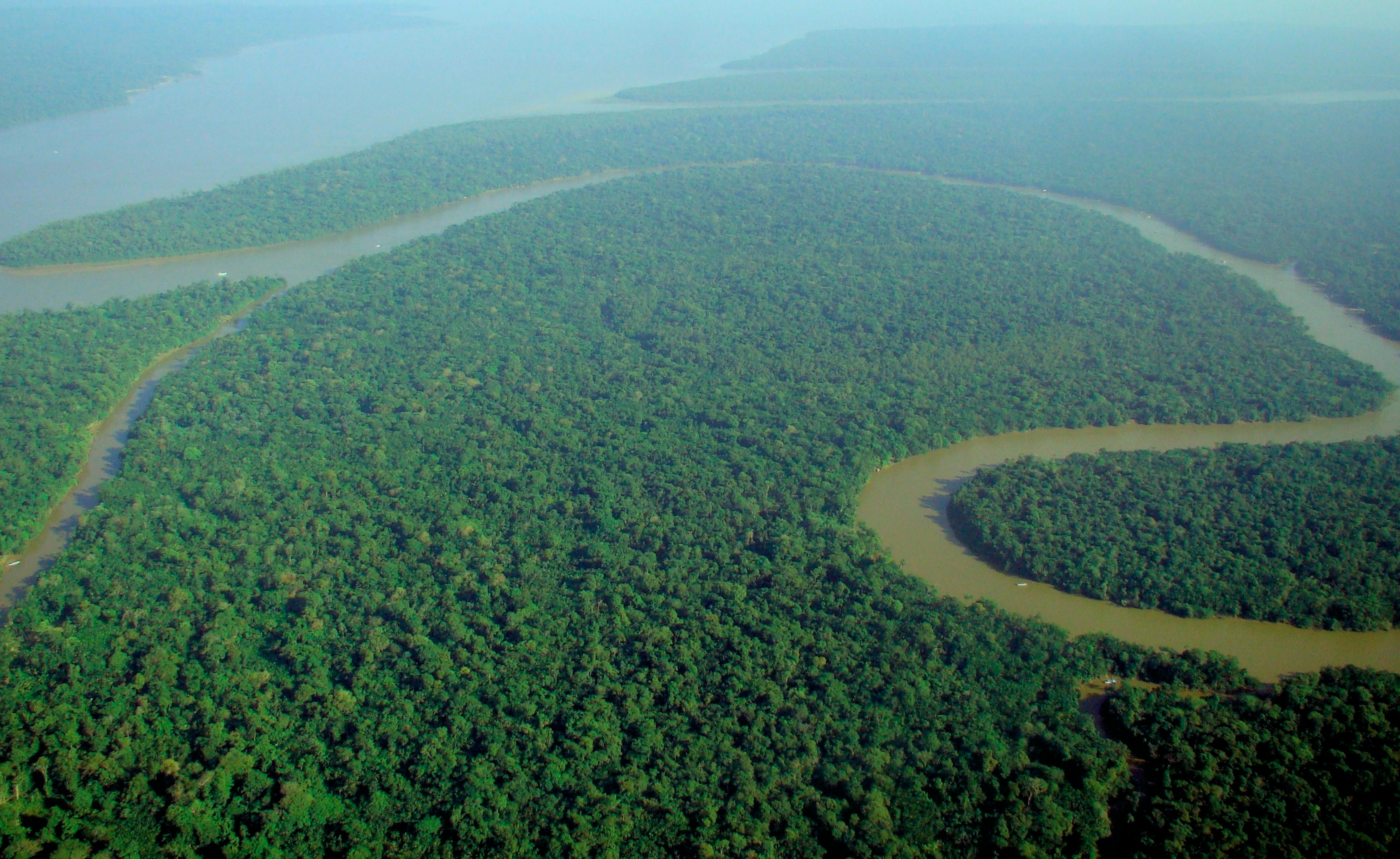
Amazonka

Amazonia znajduje się głównie na terenie dorzecza Amazonki i jej ponad 1100 dopływów. Dorzecze zostało ukształtowane w czasie paleozoiku, pomiędzy 500 a 200 milionów lat temu.

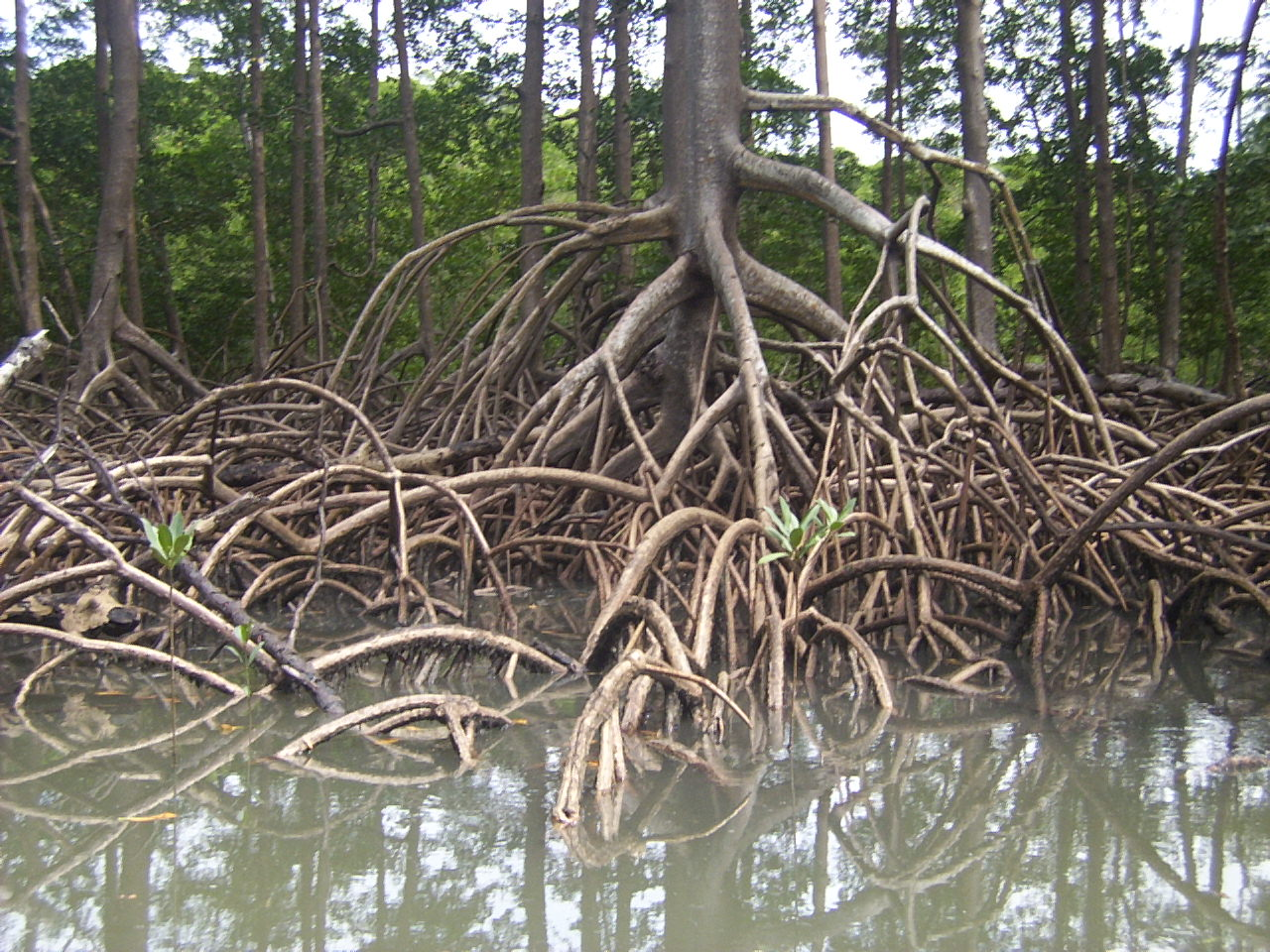
System korzeni podporowych w lesie zalewowym

Panuje tam wilgotny klimat równikowy o wysokiej średniej sumie opadów (do 4000 mm), ze średnimi rocznymi temperaturami od 24 do 27 °C.
Do lat 70. XX w. obszar był bardzo słabo zagospodarowany i zamieszkany głównie przez łowiecko-zbieracze ludy tubylcze, takie jak Pirahã i Yanomami. Od tego czasu, w związku z licznymi programami osadniczymi (zwłaszcza w Brazylii), rozwija się w Amazonii chów bydła oraz górnictwo – głównie rud żelaza, manganu, cyny i glinu.
Lasy Amazonii są zwane „zielonymi płucami świata”.
W lasach Amazonii wciąż mieszkają plemiona, które nie miały styczności z cywilizacją.

### Susza w 2005
W 2005 część dorzecza Amazonki została dotknięta najgorszą od 100 lat suszą. Były również wskazania, że rok 2006 mógł być kolejnym rokiem suszy. Artykuł z 23 lipca 2006 w brytyjskiej gazecie „The Independent” donosił o badaniach wykonanych przez Woods Hole Research Center, wykazujących, że las w swojej obecnej postaci może przetrwać jedynie trzy lata suszy. Naukowcy z brazylijskiego National Institute of Amazonian Research utrzymują, że skutki suszy oraz wycinania lasu w tamtym klimacie mogą doprowadzić do punktu krytycznego, po przekroczeniu którego las nieodwracalnie zacząłby umierać. Wymarcie lasu i jego zamiana w sawannę lub pustynię miałyby katastrofalne skutki dla ziemskiego klimatu.
Według WWF, zmiany klimatu w połączeniu z wycinaniem lasu nasilają efekt wysychania martwych drzew, co stwarza zagrożenie pożarami.

### Pożary w 2019
Zdecydowanie większa liczba pożarów, która w stosunku do poprzedniego roku wzrosła o 84%, strawiła znaczny obszar lasów deszczowych. Według NASA pożary wzniecane poprzez podłożenie ognia, są efektem oczyszczania przez człowieka pól uprawnych i pastwisk oraz wypalaniem dżungli pod nowe inwestycje. Zniszczenia zagrażają całemu ekosystemowi Amazonii, która produkuje do 6% tlenu w skali światowej.

## Spory polityczne
Niektórzy politycy i dziennikarze uważają, że Amazonia jest obszarem międzynarodowym i należy do całej ludzkości. Al Gore powiedział w 1989: „W przeciwieństwie do tego, co myślą Brazylijczycy, Amazonia nie jest ich własnością, należy do nas wszystkich”. W brazylijskiej prasie temat wywołuje wiele kontrowersji, rząd i społeczeństwo uważają, że takie argumentowanie uderza w ich narodową suwerenność.
W maju 2008 „The New York Times” opublikował artykuł pt. Czyj więc jest ten las? Artykuł ten wzbudził wiele kontrowersji w Brazylii, zmuszając prezydenta Lulę do odpowiedzi, że „Amazonia należy do Brazylijczyków”, następnie do dalszych agresywniejszych wypowiedzi: „Amerykanie nie posiadają prawa moralnego, aby zgłaszać jakieś pretensje co do Amazonii, wskazują palcami brudnymi od ropy.”
W Brazylii trwa publiczna dyskusja, czy Amazonia może być zaatakowana, co doprowadziłoby do wojny. Granica państwa jest patrolowana i strzeżona przez brazylijską armię